# Chiesa di Sant'Agata (Prossedi)
La chiesa di Sant'Agata è un edificio di culto di Prossedi, in provincia di Latina e diocesi di Frosinone-Veroli-Ferentino; fa parte della vicaria di Ceccano.

## Storia e descrizione
La chiesa di Sant'Agata si erge sull'altura più alta di Prossedi e domina dall'alto l'intero nucleo abitativo. La sua costruzione è cominciata presumibilmente nel 1788 come ampliamento della chiesa precedente edificata nel 1655.Infatti questa chiesa era insufficiente a ricevere l'intera popolazione e dunque era necessaria la costruzione di una chiesa più capiente che potesse rispondere alle esigenze religiose del popolo. Così, già nel 1802 la chiesa era stata innalzata nel suo interno di 40 palmi ed erano già state costruite le cappelle.
La fabbrica venne interrotta a più riprese per mancanza di fondi. Il progetto iniziale prevedeva la spesa di oltre 6000 scudi e nonostante i contributi da parte del papa Pio VI che ne aveva elogiato il progetto, i lavori rimasero incompiuti per più di 25 anni.
Al fine di agevolarne il compimento venne fatto un nuovo progetto che, scartando il gettito dell'enorme volta delineata nel primo, ridusse la spesa a termini più discreti. La costruzione è stata terminata nel 1829 e venne dedicata a sant'Agata vergine e martire. Di stile neoclassico, essa sorge all'interno del nucleo del paese e si affaccia su piazza XI febbraio. Il prospetto principale sulla piazza si caratterizza per una massa muraria elementare di notevoli dimensioni. Nelle sue dimensioni, insieme al castello baronale, ci permette di individuare l'immagine del paese.
La pianta è a croce greca, con absidi e cappelle negli angoli della croce, probabilmente trova il suo modello nella sacrestia, di origine posteriore alla chiesa. L'organismo della sacrestia manifesta nell'impianto e nello stile, una riassunzione dei modelli cinquecenteschi soprattutto nel portico d'accesso dove troviamo paraste in pietra e costolature che ne innervano la copertura a cupola. L'interno della chiesa ripete i motivi del portico della sacrestia, è coperto con una cupola emisferica posta all'incrocio dei bracci e da volte a botte che si innestano su un fregio. La ricchezza di particolari decorativi costituiti da costoloni circolari nella volta e da nervature nella cupola arricchita da fregi floreali, accentua e allo stesso tempo appesantisce il valore elementare.
Nel corso degli anni è stata sottoposta a diversi restauri, l'ultimo avvenuto nel 2005. All'interno della chiesa un'iscrizione recita così: “TEMPLUM HOC DIVAE AGATHAE VIRGINI ET MARTIRI TITULARI ET PATRONAE DICATUM ANNO DOMINI MDCCCVII” (Questo tempio è dedicato a Sant'Agata Vergine e Martire titolare e patrona Anno del Signore 1807) La parte inferiore della cupola è circondata invece da questa iscrizione: “STANS B. AGATHA IN MEDIO CARCERIS EXPANSIS MANIBUS ORABAT” (La beata Agata mentre entrava all'interno del carcere pregava con le mani aperte). Questa iscrizione si rifà agli atti del martirio di sant'Agata. Su questa frase, inoltre, si basa il canto composto da Filippo Tarallo presumibilmente nel 1908. Questo inno a sant'Agata viene cantato dalle monache clarisse di Catania al passaggio della processione del posto della santa patrona catanese.